# Calamo (torrente)
Il Calamo è un torrente della Calabria, situato nel territorio della città di Acri in provincia di Cosenza. È lungo 18 km.
Il suo nome antico era Cadmo, poi Chaedu o Cheadomu o Caedomus, ed infine Chalamo; si ritiene connesso con la radice latina di "caedo" che significava abbattere gli alberi o fare le vittime in pezzi. Questo fiume attraversa tutta la città fino alla parte più bassa dell'antico quartier Iungie per poi precipitare in una cascata detta "Vullo di Iudii"(Pozza dei Giudei) di oltre duecentocinquanta metri, confluendo nel fiume Mucone; è probabile che il nome richiamasse il concetto di cascata o di cadere giù, precipitare. Il calamo, dal greco kàlamos (κάλαμος), è un pezzo di canna o giunco con un'estremità appuntita usata come penna dagli scribi antichi. Si dice che lungo le sponde crescevano molti giunchi. Il nome Cadamo potrebbe avere anche essere legato a questa parola.